# Callogobius hastatus
Callogobius hastatus är en fiskart som beskrevs av Mckinney och Lachner, 1978. Callogobius hastatus ingår i släktet Callogobius och familjen smörbultsfiskar. Inga underarter finns listade.